# Eroberung von Baturyn
1. Phase: Schwedische Dominanz (1700–1709)
Dänischer Kriegsschauplatz (1700)
Humlebæk • Tönning I 
Livländ./ Estnischer Kriegsschauplatz (1700–1708)
Riga I • Jungfernhof • Varja • Pühhajoggi • Narva • Petschora • Düna • Rauge • Erastfer • Hummelshof • Embach • Tartu • Narva II • Wesenberg I • Wesenberg II
Ingermanländ./ Finnischer Kriegsschauplatz (ab 1701)
Archangelsk • Ladogasee • Nöteborg • Nyenschanz • Newa • Systerbäck • Petersburg • Wyborg I • Porvoo • Newa II • Koporje II • Kolkanpää
Litauisch-weißrussischer Kriegsschauplatz (1702–1706)
Vilnius • Saladen • Jakobstadt • Gemauerthof • Mitau • Grodno I • Olkieniki • Njaswisch • Klezk • Ljachawitschy
Polnischer Kriegsschauplatz (1702–1706)
Klissow • Pułtusk • Thorn • Lemberg • Warschau • Posen • Punitz • Tillendorf • Rakowitz • Praga • Fraustadt • Kalisch 
Russischer Kriegsschauplatz (1708–1709)
Grodno II • Golowtschin • Moljatitschi • Rajowka • Lesnaja • Desna • Baturyn • Koniecpol • Weprik • Opischnja • Krasnokutsk • Sokolki • Poltawa I • Poltawa II
2. Phase: Schweden in der Defensive (1710–1721)
Baltischer und Finnischer Kriegsschauplatz (bis 1714)
Riga II • Wyborg II • Pernau • Kexholm • Reval • Hogland • Pälkäne • Storkyro • Nyslott • Hanko 
Schwed./Norwegischer Kriegsschauplatz (1710–1721)
Helsingborg • Køge-Bucht • Bottnischer Meerbusen • Frederikshald I • Dynekilen-Fjord • Göteborg I • Strömstad • Trondheim • Frederikshald II • Marstrand • Ösel • Göteborg II • Södra Stäket • Grönham • Sundsvall
Norddeutscher Kriegsschauplatz (1711–1716)
Elbing • Wismar I • Lübow • Stralsund I • Greifswalder Bodden I • Stade • Rügen • Gadebusch • Altona • Tönning II • Stettin • Fehmarn • Wismar II • Stralsund II • Jasmund • Peenemünde • Greifswalder Bodden II • Stresow 
Die Eroberung von Baturyn (russisch Взятие Батурина, in der Ukraine offiziell als Baturyn-Tragödie, ukrainisch Батуринська трагедія, bezeichnet) war die Einnahme der Festung Baturyn durch Truppen des Zarentums Russland während des Russlandfeldzugs Karls XII. im Großen Nordischen Krieg im Jahr 1708.

## Vorgeschichte
Das Hetmanat und das Zarentum Russland schlossen 1654 den Vertrag von Perejaslaw. Die Kosaken wurden seit 1687 von Iwan Masepa geführt, der im Dienst des polnischen Königs gestanden hatte, bevor er die Seiten wechselte und mit russischer Hilfe im linksufrigen Kosakenstaat zum Hetman aufstieg. Baturyn erhielt 1654 das Magdeburger Recht und Masepa baute es zu einer wirtschaftlichen und kulturellen Hauptstadt aus. In der Zeit Masepas wurde Baturyn zu einer der großen und florierenden Städte der frühneuzeitlichen Ukraine und war der Sitz der Regierung des Hetmans, seines Kabinetts und seiner allgemeinen Militärkanzlei.

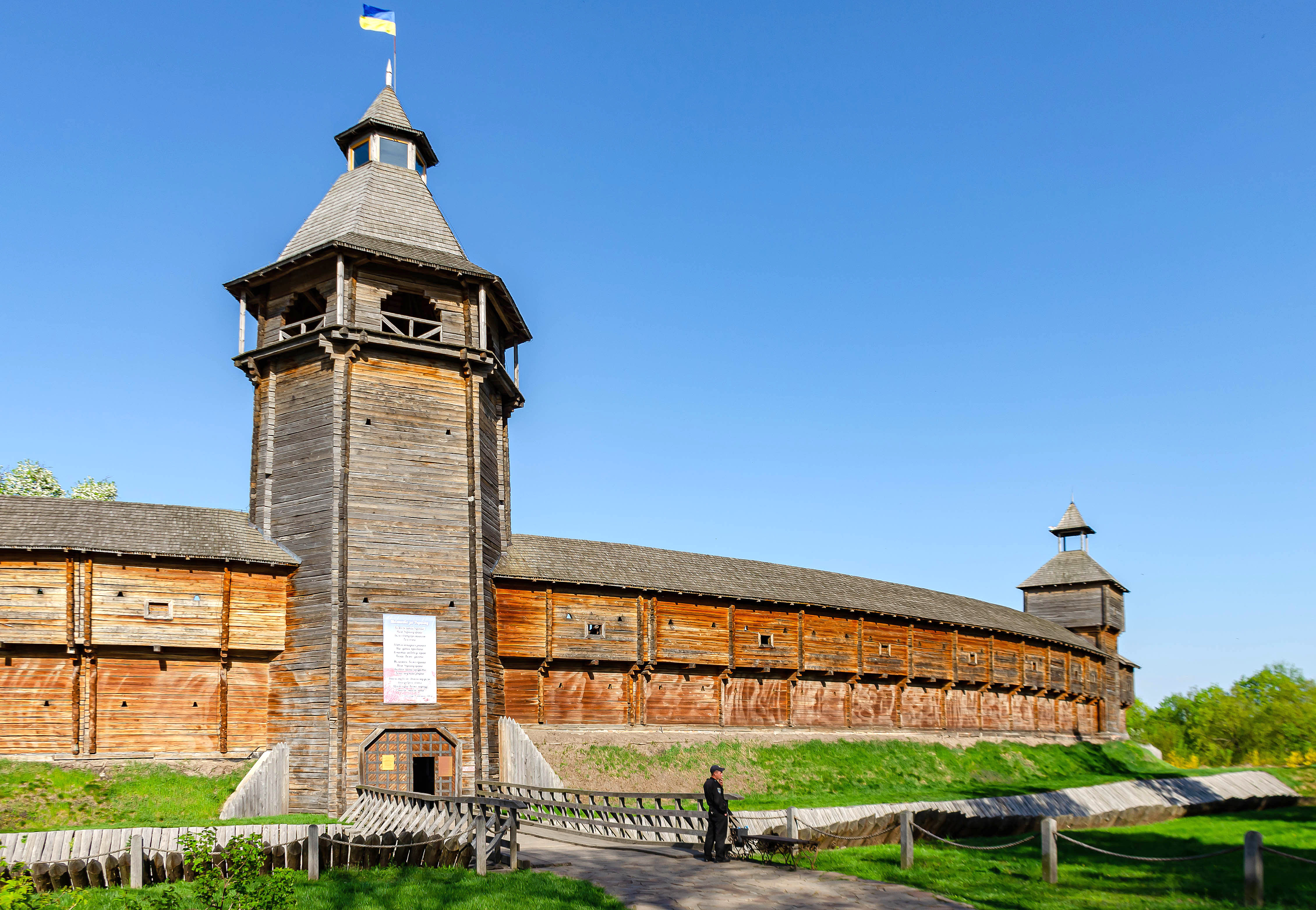
Nachbau der Festung Baturyn (2017)

Zwischen Peter dem Großen und Masepa entstand auch eine persönliche Freundschaft. Als Peter im Jahr 1700 Schweden angriff und damit den Großen Nordischen Krieg um die Vorherrschaft an der Ostsee begann, stand Masepa an seiner Seite. Russland erlitt zunächst große Verluste, sodass Peter eine Modernisierung des Staats- und Militärwesens in Form von Vereinheitlichung und Zentralisierung begann. Die Verankerung von Selbstbestimmungsrechten, wie sie Baturyn und andere ukrainische Städte genossen, gehörte nicht zu Peters Politik. Mit diesem Streben nach Vereinheitlichung stellte sich das Verhältnis zwischen dem Moskauer Staat und dem ukrainischen Hetmanat neu dar. Die von den Kosaken gehütete Autonomie, speziell die Aufstellung eigener Truppen, die nicht vom russischen Staat ausgehoben und geschult wurden, erschien jetzt als anachronistischer Fremdkörper. Als das Kosakenheer erstmals fern der Heimat gegen die europäische Militärmacht Schweden eingesetzt wurde, erwies sich seine Unterlegenheit. Jährlich erlitten die Kosaken Verluste von mindestens 50 % ihrer Truppenstärke.
Seitdem der schwedische König Karl XII. versuchte, die gegnerische Koalition aufzubrechen, bildete Polen den zentralen Kriegsschauplatz. Gegen den mit Russland verbündeten polnischen König August II. unterstützte Schweden den Gegenkönig Stanislaus I. Leszczyński. Als dieser mit einer Invasion in die Ukraine drohte, war aus Masepas Sicht der Bündnisfall eingetreten, der mit dem Vertrag von Perejaslaw festgelegt war. Peter beschied dem Hetman, er solle die Ukraine selbst verteidigen, sodass die Grundlage der kosakischen Loyalitätspolitik entfiel.
Masepa erhielt von Peter detaillierte Anweisungen, wie er im Falle eines Angriffs durch Karl vorgehen soll: Rückzug über den Dnepr und Anwendung der Taktik der verbrannten Erde. Er sollte die Stadt Kiew, die ihm wichtig war, dem Feind überlassen. Masepa entschied sich, auf die Seite Karls zu treten, falls die Schweden und Polen gegen die Ukraine in den Krieg ziehen: „Sofern es nicht unbedingt notwendig ist, werde ich meine Treue zu Seiner Majestät dem Zaren nicht aufgeben“, sagte er zu seinem engsten Vertrauten Pylyp Orlyk. Er erklärte ihm ausführlich seine Motivation, dass er nicht für sich selbst, sondern für seine Nachkommen handle, „für das gemeinsame Wohl des Vaterlandes, der armen Ukraine und des Volkes Kleinrusslands“.
Karl und Stanislaus hatten bereits geheime Verhandlungen mit Masepa über die Möglichkeit eines Bündnisses geführt. In den Monaten zuvor hatte die russische Regierung den Steuerdruck auf das Hetmanat deutlich erhöht, was zu Unmut unter den Kosakenältesten führte. Als Karl im Oktober 1708 mit seinem Heer in die Ukraine eindrang, wechselte der Hetman die Seiten. Peter erteilte dem Kommandeur der russischen Truppen in der Ukraine, dem Kavalleriegeneral Alexander Menschikow, unter dessen Befehl zwanzig Dragonerregimenter mit 15.000 bis 20.000 Dragonern und bis zu 5000 Infanteristen standen, den Befehl, die kosakische Hauptstadt Baturyn zu zerstören.
Die Russen waren Karl zuvorgekommen und hatten ihre Stellungen in Starodub sowie in Potschep und Mglin gefestigt. Dies zwang die Schweden, in Kostenitschi bei Surasch Halt zu machen, um Nahrung zu suchen und auf Lewenhaupts Ankunft aus dem Sosch zu warten. Da Lewenhaupt jedoch nicht mehr über die Truppen, Artillerie oder Lebensmittelvorräte verfügte, um die Hauptarmee wesentlich zu verstärken, sah Karl seine Rettung nun in den angehäuften Geschützen und Vorräten in den Garnisonen des Hetmanats in Romny, Hadjatsch und vor allem Baturyn. Ende Oktober überquerten Karl und Masepa die Desna bei Hluchiw und begannen den Marsch nach Baturyn. Aber Menschikow eilte bereits dorthin und sie kamen am 31. Oktober als erste an, während die schwedische Armee und Masepas Truppen noch 60 Kilometer entfernt waren.

## Verlauf
Baturyns Garnison bestand aus etwa 8000 Serdjuken (Söldnerinfanteristen) und in der Festung stationierte Artillerie. Ihr Kommandant war der Oberst des Serdjukenregiments Dmytro Tschetschel. Die Zahl der Zivilbevölkerung betrug 12.000. Auf die Forderung, die Garnison solle die Tore Baturyns öffnen, wurde geantwortet, man könne die Russen nicht einlassen, bis man wisse, wer jetzt als Hetman herrsche, Masepa oder jemand anders. Menschikow wurde ungeduldig, da er dies als eine Täuschung ansah, um die Zustimmung bis zur Ankunft der schwedischen Armee hinauszuzögern, und begann, seine Grenadiere mit Booten über den Fluss zu schicken, um das Gelände unterhalb der Mauern Baturyns zu sichern. Die Verteidiger Baturyns begannen, auf ihre Stellungen zu schießen.
Menschikow bereitete sich auf einen Sturmangriff vor, aber ein Überläufer aus der Stadt zeigte ihm den Standort eines unterirdischen Tunnels, der es den Russen ermöglichte, ohne Sturm einzudringen. Die Belagerer drangen frühmorgens am 13. November 1708 in die Stadt ein, überraschten die Garnison, ließen den Rest der Truppen in die Festung eintreten und nutzten den Überraschungsfaktor und eine vielfache zahlenmäßige und bewaffnete Überlegenheit aus.
Nach zwei Stunden Kampf wurde die Garnison zerstört und Menschikow verübte einen Massenmord an der Zivilbevölkerung der Stadt, darunter Frauen und Kinder, um ein Exempel an den Verrätern zu statuieren. Damit einher ging die Plünderung der Stadt und die Vergewaltigung von Frauen. Nach Abschluss der Strafaktion wurden die Stadt und ihre Befestigungen niedergebrannt. Die Zahl der getöteten Verteidiger der Stadt beträgt nach verschiedenen Schätzungen 5000 bis 7000. Die Zahl der zivilen Opfer beträgt 2000 bis 7500.

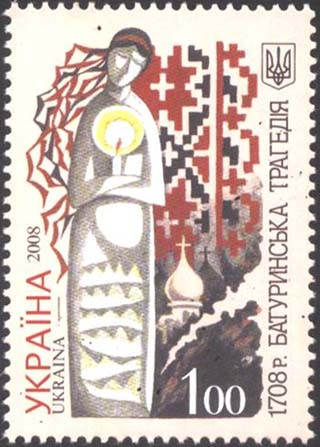
Ukrainische Gedenkbriefmarke (2008)

## Nachwirkungen
Tschetschel wurde am 21. November 1708 in Hluchiw gepfählt. Masepa und die Schweden kamen am 30. November 1708 in Baturyn an. Informationen über die zerstörte Stadt sind in Aufzeichnungen und Briefen von Augenzeugen aus der schwedischen Armee erhalten geblieben. Masepa wurde von der orthodoxen Kirche anathematisiert.
Die Bezeichnung „Baturyn-Tragödie“ wurde erstmals in der Geschichte der Rus verwendet. Im 19. Jahrhundert finden sich detaillierte Beschreibungen der Eroberung in Russische Geschichte in Biografien ihrer Hauptakteure von Nikolai Kostomarow und Geschichte von Kleinrussland von Mykola Markewytsch. In Prosawerken des 20. Jahrhunderts wird auf die Eroberung in Bohdan Lepkyjs Erzählung Baturyn (1927) und Roman Iwanytschuks Roman Horde (1992) Bezug genommen.
Seit 1995 wird die Eroberung von Baturyn in einer ukrainisch-kanadischen Kooperation archäologisch untersucht. 2008 wurde die Festung am historischen Standort gemäß den Daten der archäologischen Untersuchungen wiederhergestellt. 1996 bis 2007 entdeckten Archäologen in Baturyn 65 Gräber aus Masepas Regierungszeit, die zu den bei der Eroberung von Baturyn Gefallenen gehören. Seit 2008 fanden Umbettungen der Opfer von Baturyn in die Krypta der Auferstehungskirche auf dem Gelände der Gedenkstätte statt. Heute befinden sich mehr als 500 sterbliche Überreste von Verteidigern und Zivilisten in Särgen in der Krypta der Kirche.
Anlässlich des 300. Jahrestages im Jahr 2008 gab Ukrposhta eine Gedenkbriefmarke heraus. Am selben Tag hielt Präsident Wiktor Juschtschenko eine Rede, in der er Baturyn mit dem Holodomor verglich. Die Einwohner Baturyns begehen jährlich am 13. November den „Baturyn-Gedenktag“, der 2018 durch einen Beschluss der Werchowna Rada auf staatlicher Ebene gefeiert wurde.